# Sylva Rahm-Präger
Sylva Rahm-Präger (geboren am 17. Dezember 1960 in Riesa als Sylva Pellegrin) ist eine deutsche Politikerin der Sozialdemokratischen Partei Deutschlands (SPD). Seit 2021 ist sie Abgeordnete des Landtags von Mecklenburg-Vorpommern.

## Leben
Sie zog im Alter von zwei Jahren auf die Greifswalder Oie, wo ihre Großeltern bis 1978 als Leuchtturmwärter arbeiteten. Sie besuchte ab 1967 eine Schule in Sassnitz und ab 1972 die Polytechnische Oberschule „Kurt Barthel“ in Binz. Anschließend absolvierte sie von 1977 bis 1980 in Velgast eine Berufsausbildung mit Abitur, im Juni 1980 legte sie das Abitur ab. Ab 1980 studierte sie Agrarwissenschaften mit Schwerpunkt Zucht/Genetik und Tierhaltung an der Humboldt-Universität Berlin. Sie beendete 1985 ihr Studium mit „magna cum laude“ und schloss im selben Jahr ein Forschungsstudium an; 1988 wurde sie zum Dr. agr. promoviert.
Von 1988 bis 1990 war sie als wissenschaftliche Arbeitsgruppenleiterin des Institutes für Tierhaltung in der Versuchsanlage der HU LPG(T) Kleinmutz tätig. Von 1990 bis 1994 arbeitete sie als Arbeitsgruppenleiterin der AG Zucht und Genetik im Zentralinstitut für Krebsforschung, Bereich Tiermodelle, am Aufbau des Bereiches „Transgene Tiermodelle“ am Max-Delbrück-Centrum für molekulare Medizin. Von 1995 bis 1997 war sie Amtsleiterin des Amtes für Wirtschaftsförderung und Tourismus des Landratsamtes Rügen, von 1997 bis 1998 in der Koordinierung des Forschungsverbundes für das BMBF Projekt „Ökologische Konzeptionen für Agrarlandschaften“ tätig. 1997 bis 1998 war sie zudem am Aufbau der Molkerei in Poseritz tätig. Seit 1998 ist sie Geschäftsführende Gesellschafterin der Molkerei-Naturprodukt GmbH Rügen „Rügener Inselfrische“ in Poseritz.
Sylva Rahm-Präger hat eine Tochter (* 1983).

## Politik
Bei der der Landtagswahl 2021 trat sie im Landtagswahlkreis Vorpommern-Rügen V als Direktkandidatin an, gewann dort für die SPD mit 31,0 Prozent der Erststimmen und vertritt damit den Wahlkreis im 8. Landtag Mecklenburg-Vorpommern.

## Mitgliedschaften und Ehrenamt
- seit 1998 Mitglied im Rügen Produkte Verein e. V.
- seit 2002 Vorstandsmitglied im Rügen Produkte Verein e. V.
- seit 2002 Mitglied, seit 2014 Vorstandsmitglied und seit 2020 stellvertretende Vorsitzende des Agrarmarketing-Vereins Mecklenburg-Vorpommern
- seit 2012 Leitung des Internationalen Projektes „Culinary Heritage“ für den Kreis Vorpommern-Rügen
- seit 2013 Mitglied des Kuratorium Gesundheitswirtschaft in Mecklenburg-Vorpommern
- seit 2016 Leitung der Strategiegruppe 5 „Ernährung für die Gesundheit“ im Kuratorium Gesundheitswirtschaft Mecklenburg-Vorpommern
- seit 2020 Mitglied des Strategierates Wirtschaft-Wissenschaft Mecklenburg-Vorpommern mit dem Schwerpunkt Bioökonomie